# Metallmatrix-Verbundwerkstoff
Metallmatrix-Verbundwerkstoffe (engl. metal matrix composite, MMC) bestehen aus einer zusammenhängenden Metallmatrix mit einer diskontinuierlichen keramischen oder organischen Verstärkung in ihrem Inneren, häufig in Form von Fasern oder Whiskern. Auch so genannte Preform-MMCs, bei denen beide Phasen kontinuierlich sind, werden häufig als MMCs bezeichnet. Eine der ersten Anwendungen war der Einsatz im Space-Shuttle-Programm ca. 1975. Dabei handelte es sich um einen sehr leichten (ca. 1,8–3,5 g/cm³), schwer zerspanbaren Werkstoff mit guter Wärmeleitfähigkeit und geringer Wärmeausdehnung. Auch andere Eigenschaften lassen sich bei der Herstellung den Anforderungen entsprechend gezielt einstellen.
Bei MMC handelt es sich meist um verstärktes Aluminium oder Titan, in Sonderfällen auch um verstärkte Magnesium- und Kupferwerkstoffe. Die Matrix liegt als elementares Metall oder in Form einer Legierung vor. Als Verstärkungsphase kommen keramische Partikel (z. B. Siliciumcarbid), Kurzfasern, Endlosfasern (auf Kohlenstoff basierend) oder Schäume mit offener Porosität zum Einsatz.
Es gibt mehrere Herstellungsverfahren von Metallmatrix-Verbundwerkstoffen:
- Einrühren von Keramikpartikeln in die Metallschmelze
- Pulvermetallurgie
- Verschweißen von Folienstapeln mit Fasern
- elektrische Abscheidung
- Druckguss
- Infiltration von (keramischen) Preforms mittels Druckguss oder Gießpressen
- Sprühdeposition
- Reaktionen, bei denen ein Produkt die Matrix und das andere die Verstärkung bildet
- PVD
- gerichtete Erstarrung

Kommerziell kommen MMC in der Leistungselektronik, der Automobilindustrie (Bremstrommeln, Antriebswellen, Zylinderlaufbuchsen), der Eisenbahn (Bremstrommeln), in der Luftfahrt und als Schneidwerkzeuge zum Einsatz.